# 萨阿敦·萨吉尔·贾纳比
萨阿敦·萨吉尔·贾纳比（阿拉伯语：‎ Saadoun Sughaiyer al-Janabi；？—2005年10月20日）是伊拉克前总统萨达姆女儿为父亲聘请的「黄金律师团」13名辩护律师之一，2005年10月19日第一天开庭时就在萨达姆身旁。
萨达姆在法庭的种种举动，可能都是经过黄金律师团指点。他们在事前教导萨达姆，要当庭强烈质疑这个由侵略者美国在幕后操纵之法庭的合法地位。
不过，在萨达姆反击与法庭被迫延期后，黄金律师团成员之一的贾纳比却立即遭不明身分歹徒绑架与杀害。10月20日晚间约8时20分，数名歹徒闯入办公室绑架贾纳比，数小时后在办公室附近的乌尔地区清真寺发现贾纳比遗体，家属21日确认身分。